# Alfred Mueck
Alfred Otto Mueck (* 1945 in Stuttgart) ist ein deutscher Chemiker und Mediziner.
Mueck studierte an der Universität Stuttgart Chemie und an der Universität Heidelberg Medizin und konnte beide Studiengäng erfolgreich mit einer Promotion abschließen. Nach Abschluss seines Chemiestudium 1971 arbeitete er zuerst in der Forschung für Ciba-Geigy.  Nach einigen Jahren in der Industrie studierte Mueck Medizin und war 1984 bis 1989 Assistenzarzt im Krankenhaus Bruchsal und an der Universität Heidelberg. Er wurde Facharzt für Innere Medizin und betrieb klinische Forschung für seinen alten Arbeitgeber Ciba-Geigy. Seit 1991 ist er an der Universität Tübingen in der Sektion Klinische Pharmakologie tätig. 1999 habilitierte er.
Sein Arbeitsgebiet ist Kontrazeption und Menopausenbeschwerden. Er war Mitglied der Arzneimittelkommission der deutschen Ärzteschaft. Er ist inzwischen Prüfleiter von 25 nationalen und internationalen klinischen Prüfungen der Phase I-IV gewesen und Professor an der Universitäts-Frauenklinik Tübingen.

## Werke (Auswahl)
als Autor
- Acylierung von Pyridonen. Dissertation, Universität Stuttgart 1971.
- Blutdruckkontrolle unter HRT. Eine neue Option mit Drospirenon. Publimed, München 2004 (Sonderdr. aus Der Frauenarzt. Jg. 45, Suppl. Gynäkologie aktuell).
- Einfluß der Hormonsubstitution in der Postmenopause auf das kardiovaskuläre System. In-Vitro- und In-Vivo-Untersuchungen zur Aufklärung von Wirkungsmechanismen. Universität, Tübingen 1998 (zugl. Habilitationsschrift).
- Prophylaxe venöser Thrombosen bei frischem ischämischem Hirninsult. Low-dose-Heparin versus Mini-Heparin-Dihydergot. Dissertation, Universität Heidelberg 1986.

als Herausgeber
- Endometrium und Hormonsubstitution. thieme, Stuttgart 1998, ISBN 3-13-105001-2 (zusammen mit Thomas Römer).
- Stoffwechsel und Hormonsubstitution. Thieme, Stuttgart 2002, ISBN 3-13-132581-X.